# Partido Liberal (Islandia)
El Partido Liberal (en islandés: Frjálslyndi flokkurinn) es un partido político Islandés de centroderecha. El presidente del partido es Sigurjón Þórðarson, mientras que el cargo de vicepresidente lo ocupa Ásta Hafberg.[cita requerida]
El partido apoya la integración de Islandia a la OTAN pero se opone firmemente a la ocupación e invasión estadounidense de Irak. También está en contra de la unión del país a la Unión Europea.
Entre los años 2006 y 2007, el Partido Liberal se unión con el partido Nueva Fuerza, lo que provocó que Margrét Sverrisdóttir, importante referente dentro del Partido Liberal, lo abandonara y se uniera al Movimiento Islandés - Tierra Viva, amenazando con dividir al partido.
Antes de las elecciones parlamentarias de 2007, el partido movió su foco principal desde problemas con las cuotas de pesca y las pequeñas comunidades pesqueras hacia la inmigración. Es el único partido político de Islandia que apoya restricciones estrictas a la inmigración.

## Elecciones
| Año  | Votos       | %     | Escaños | +/-         | Gobierno           |
| ---- | ----------- | ----- | ------- | ----------- | ------------------ |
| 1999 | 6.919 (#5)  | 4,4%  | 2/63    |             | Oposición          |
| 2003 | 13.523 (#5) | 7,4%  | 4/63    | 2           | Oposición          |
| 2007 | 13.233 (#5) | 7,26% | 4/63    | Sin cambios | Oposición          |
| 2009 | 4.148 (#6)  | 2,2%  | 0/63    | 4           | Extraparlamentario |